# アルバータ州副総督
アルバータ州の副総督の一覧。

## 一覧
| #  | 氏名                           | 就任           | 退任           |
| -- | ------------------------------ | -------------- | -------------- |
| 1  | ジョージ・H・V・ブリア         | 1905年9月1日   | 1915年10月20日 |
| 2  | ロバート・ブレット             | 1915年10月20日 | 1925年10月29日 |
| 3  | ウィリアム・エグバート         | 1925年10月29日 | 1931年5月5日   |
| 4  | ウィリアム・L・ウォルシュ      | 1931年5月5日   | 1936年10月1日  |
| 5  | フィリップ・プリムローズ       | 1936年10月1日  | 1937年3月17日  |
| 6  | ジョン・C・ボウエン            | 1937年3月23日  | 1950年2月1日   |
| 7  | ジョン・J・ボウレン            | 1950年2月1日   | 1959年12月16日 |
| 8  | ジョン・パーシー・ペイジ       | 1959年12月19日 | 1966年1月26日  |
| 9  | グラント・マキュアン           | 1966年1月26日  | 1974年7月2日   |
| 10 | ラルフ・スタインハウアー       | 1974年7月2日   | 1979年10月18日 |
| 11 | フランク・リンチ＝ストーントン | 1979年10月18日 | 1985年1月22日  |
| 12 | ヘレン・ハンリー               | 1985年1月22日  | 1991年3月11日  |
| 13 | ゴードン・タワーズ             | 1991年3月11日  | 1996年4月17日  |
| 14 | ホレイス・オルソン             | 1996年4月17日  | 2000年2月10日  |
| 15 | ロイス・ホール                 | 2000年2月10日  | 2005年1月6日   |
| 16 | ノーマン・クォン               | 2005年1月20日  | 2010年5月11日  |
| 17 | ドナルド・エセル               | 2010年5月11日  | 2015年6月12日  |
| 18 | ロイス・ミッチェル             | 2015年6月12日  | 2020年8月26日  |
| 19 | サルマ・ラカニ                 | 2020年8月26日  | 現職           |